# Pomeni imen asteroidov: 45001–46000
Pregled pomenov imen asteroidov (malih planetov) od številke 45001 do 46000, ki jim je Središče za male planete dodelilo številko in so pozneje dobili tudi uradno ime  v skladu z dogovorjenim načinom imenovanja. Pregled je preverjen z Schmadelovim “Slovarjem imen malih planetov” (“Dictionary of Minor Planet Names”). 
Pregled pojasnjuje izvor oziroma pomen imen asteroidov, ki ga je priznala Mednarodna astronomska zveza (IAU). Nekateri asteroidi imajo imajo dodatno pojasnilo o izvoru imena, ki pa vedno ni popolnoma zanesljivo (oznaka “†” ali “‡“). 
| Ime                | Začasna oznaka | Izvor imena |
| 45001–45100        | 45001–45100    | 45001–45100 |
| ------------------ | -------------- | --- |
| 45073 Doyanrose    | 1999 XN37      | Doyan Rose Ruthroff, odkriteljeva mati † |
| 45101–45200        |                | |
| 45201–45300        |                | |
| 45261 Decoen       | 2000 AB2       | Yvette Decoen, švicarski učitelj fizike in prijatelj odkritelja † |
| 45298 Williamon    | 2000 AE42      | Richard Williamon, ameriški astronom, direktor Znanstvenega centra Fernbank (Fernbank Science Center) v Atlanti † |
| 45299 Stivell      | 2000 AL43      | Alan Cochevelou, znan tudi kot Alan Stivell, francoski in bretonski glasbenik † |
| 45300 Thewrewk     | 2000 AF45      | Aurél Ponori Thewrewk, madžarski zgodovinar astronomije, direktor Javnega observatorija Urania (Urania Public Observatory) in Planetarija v Budimpešti, častni predsednik Madžarske astronomske zveze (Hungarian Astronomical Association ) † |
| 45301–45400        |                | |
| 45305 Paulscherrer | 2000 AH48      | Paul Scherrer, švicarski fizik in matematik † |
| 45401–45500        |                | |
| 45500 Motegi       | 2000 BN3       | Hiromitsu Motegi, japonski ljubiteljski astronom † |
| 45501–45600        |                | |
| 45580 Renéracine   | 2000 CB81      | René Racine, kanadski astronom † |
| 45601–45700        |                | |
| 45701–45800        |                | |
| 45737 Benita       | 2000 HB        | Benita Segal, ameriška zdravnica in žena odkritelja † |
| 45801–45900        |                | |
| 45901–46000        |                | |

| Predhodnik: 44001–45000 | Pomeni imen asteroidov Seznam asteroidov (45001-45250) Seznam asteroidov (45251-45500) Seznam asteroidov (45501-45750) Seznam asteroidov (45751-46000) | Naslednik: 46001–47000 |